# Pyhtää
Pyhtää  [ˈpyhtæː] (schwedisch: Pyttis) ist eine Gemeinde an der Südküste Finnlands mit 5117 Einwohnern (Stand 31. Dezember 2022). Sie liegt in der Landschaft Kymenlaakso rund 25 Kilometer westlich von Kotka und 118 Kilometer östlich der Hauptstadt Helsinki. 11 Prozent der Einwohner sind Finnlandschweden, daher ist Pyhtää die einzige offiziell zweisprachige Gemeinde von Kymenlaakso.
Durch Pyhtää führt die Staatsstraße 7, deren Verlauf die Europastraße E18 nach Sankt Petersburg und die Königsstraße, der alte Weg der schwedischen Könige von Turku nach Wyborg, folgen. Heute ist die Königsstraße eine touristische Route. Zu den Sehenswürdigkeiten in Pyhtää gehören die mittelalterliche Feldsteinkirche von 1460 und die 1928 erbaute Savukoski (Rökhusforsen)-Brücke. Der 17 Quadratkilometer große Nationalpark Valkmusa mit seiner für Südfinnland einzigartigen Sumpflandschaft befindet sich zum größten Teil im Gemeindegebiet von Pyhtää. Die Schären vor der Küste von Pyhtää gehören zum Nationalpark Östlicher Finnischer Meerbusen. 

## Ortschaften
Zu der Gemeinde gehören die Orte Heinlahti (Heinlax), Hinkaböle, Hirvikoski (früher Österhirvikoski), Itäkirkonkylä (Österkyrkoby), Itämyllykylä (Österkvarnby), Kiviniemi (Stensnäs, früher Lillkuppis), Loosari (Klåsarö), Länsikirkonkylä (Västerkyrkoby), Länsikylä (Västerby, früher Västerkuppis), Länsimyllykylä (Västerkvarnby), Malmi (Malm), Munapirtti (Mogenpört), Pirtnuora (Pörtnor), Siltakylä (Broby, früher Storkuppis), Suur-Ahvenkoski (Storabborrfors) und Purola.

## Persönlichkeiten
- Karl von Sievers (* 1710 in Näsby, Gemeinde Pyttis; † 1775 in Sankt Petersburg), deutsch-baltischer Staatsmann und Hofmarschall der Zarin Elisabeth, ab 1762 Oberhofmarschall der Zarin Katharina II.
- Veli Merikoski (* 1905 in Pyhtää; † 1982 in Kauniainen), Jurist, Hochschullehrer und Politiker

## Bilder

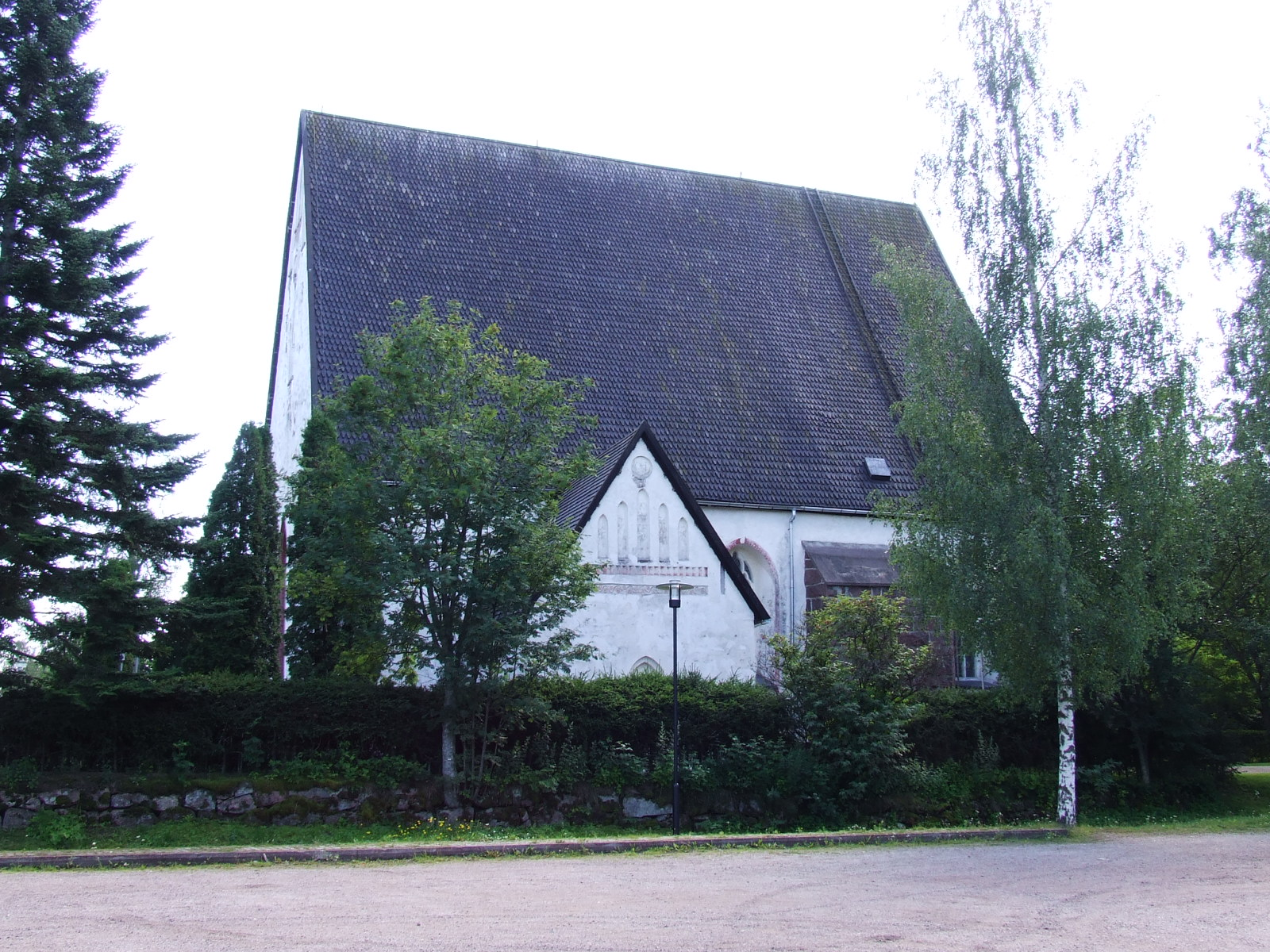
Die mittelalterliche Feldsteinkirche von Pyhtää
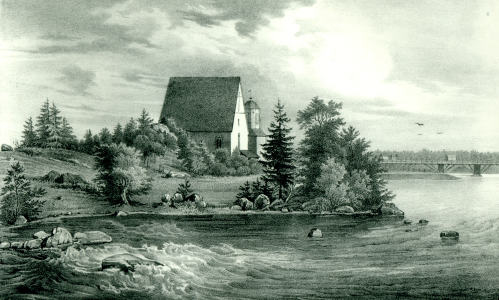
Pyttis illustriert in Finland framstält i teckningar
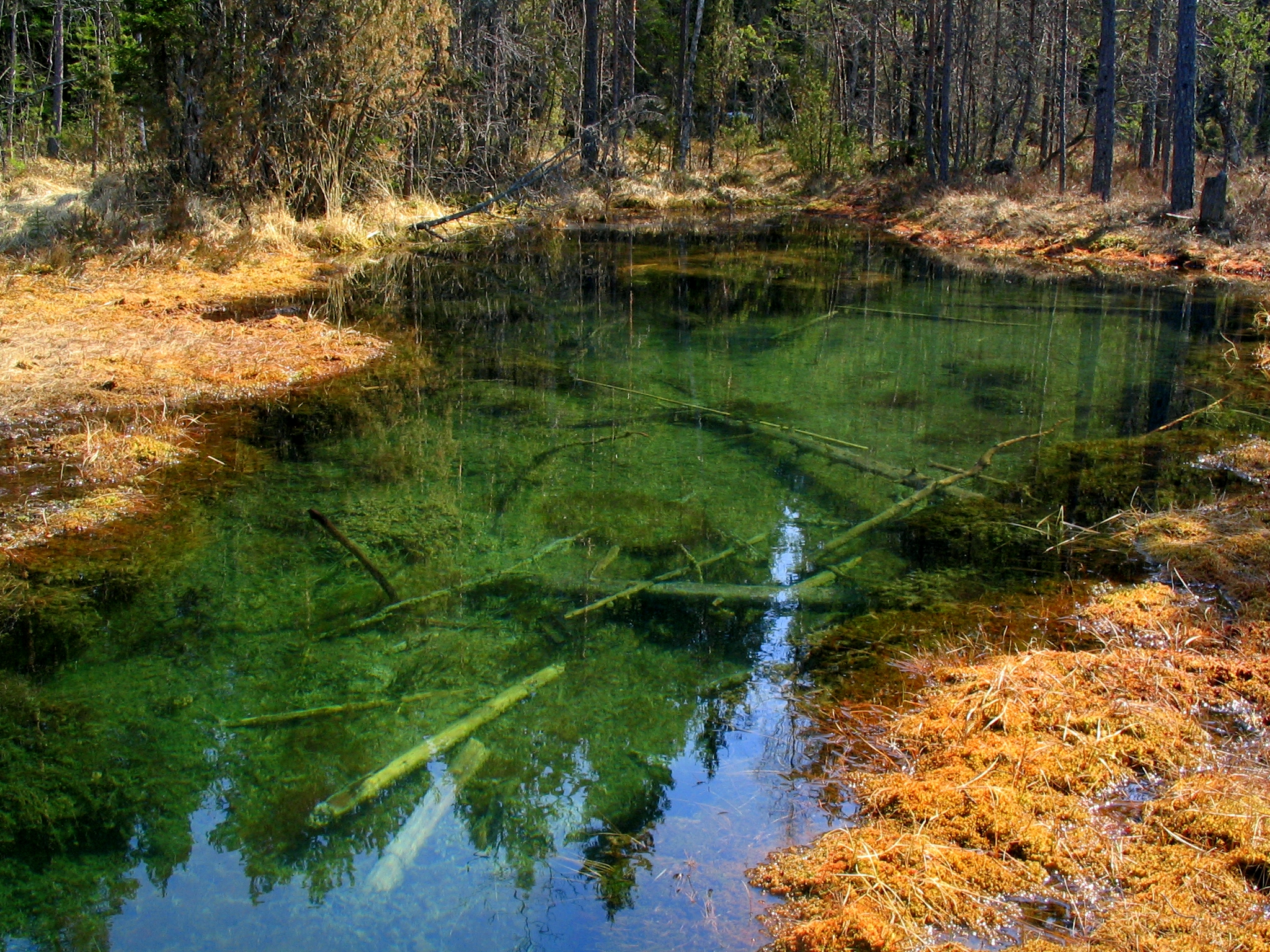
Sumpfquelle im Nationalpark Valkmusa
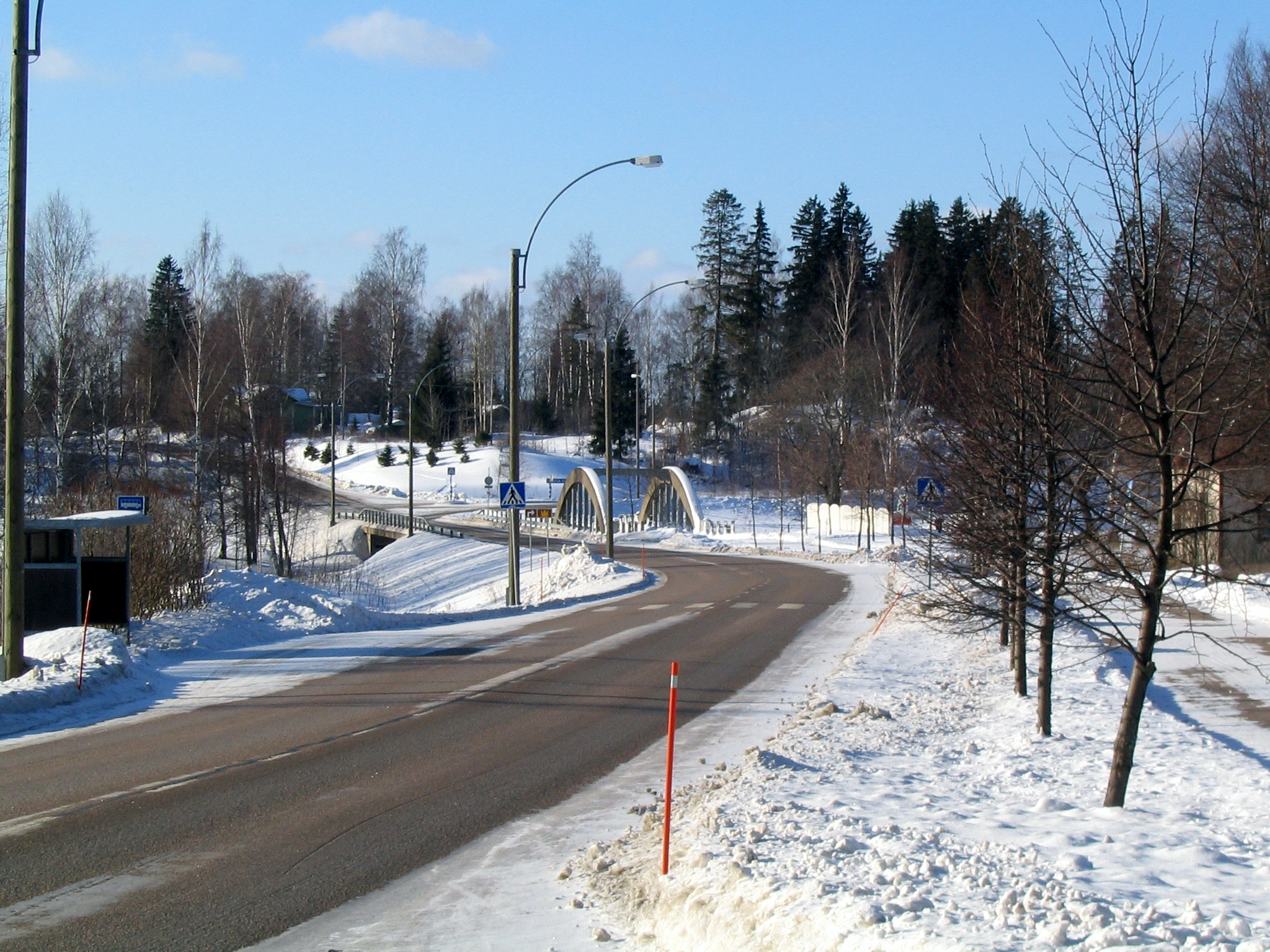
Brücke im Dorf Siltakylä